# ديبورا بورتون
ديبورا بورتون (بالإنجليزية: Deborah Burton)‏ هي منظرة موسيقى وعازفة بيانو أمريكية، ولدت في 1954.